# IBC (behållare)

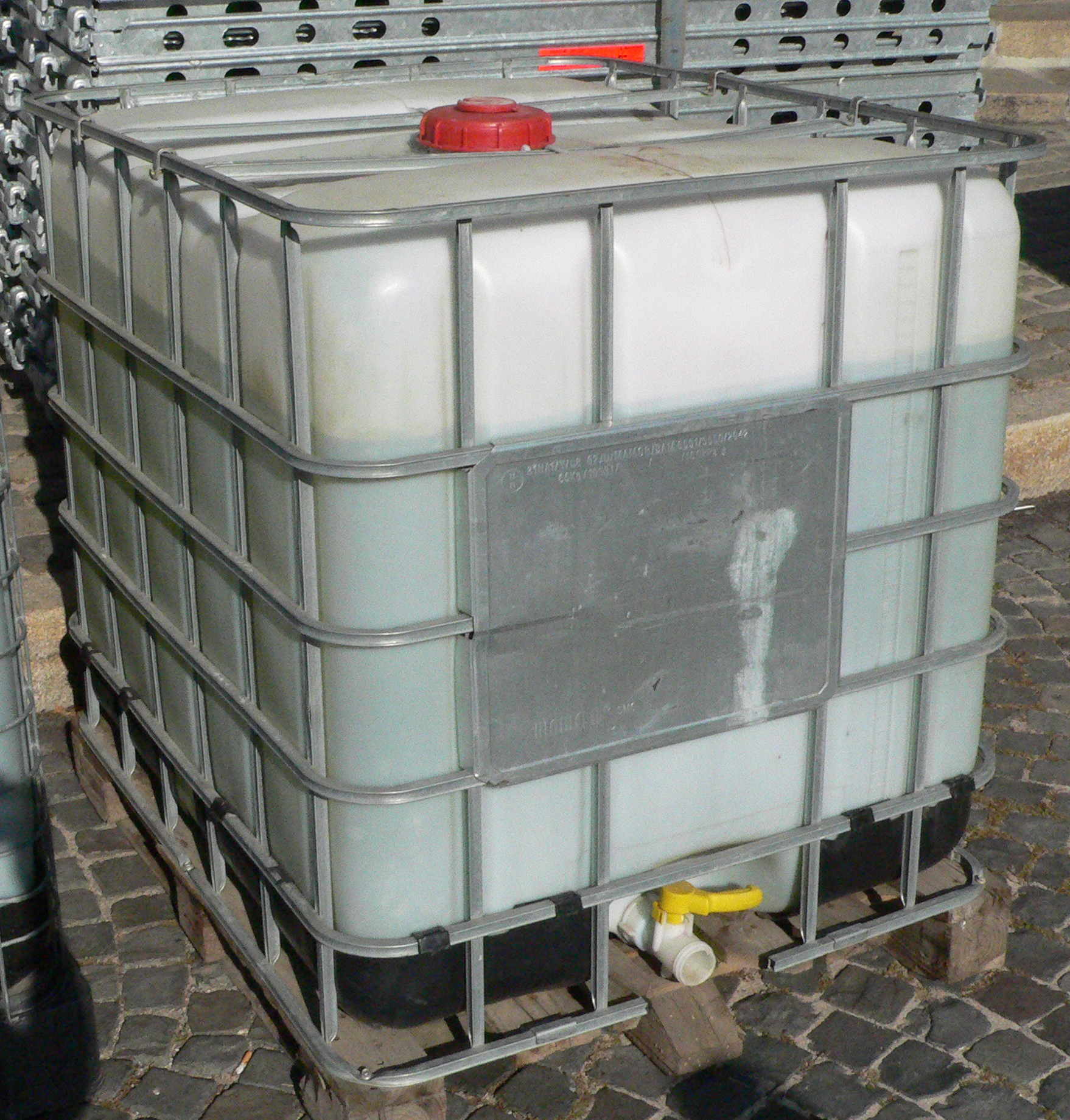
En vanlig typ av IBC.

IBC (av engelskans intermediate bulk container) är en typ av behållare för vätskor eller bulklast. De är konstruerade för att på ett smidigt sätt transportera ämnen som annars är mer svårhanterliga. Formen är vanligtvis mer eller mindre kubisk och anpassad för maskinell hantering.
Eftersom IBC:er ofta används för att transportera farligt gods finns det en del krav på utformningen, bland annat gällande volym, material och hållbarhet